# 안나푸르나 인터랙티브
안나푸르나 인터랙티브(Annapurna Interactive) 또는 안나푸르나 게임스(Annapurna Games, LLC)는 미국의 비디오 게임 배급사이다. 이 기업은 안나푸르나 픽처스의 한 부서이며 2016년에 설립되었다. 도넛 카운티, 켄터키 루트 제로, 아우터 와일즈, 사요나라 와일드 하츠, 와탐, 왓 리메인즈 오브 에디스 핀치, 텔링 라이즈, 스트레이 등 저명한 게임들을 출시했다.

## 게임
- 왓 리메인즈 오브 에디스 핀치
- 플라워 (비디오 게임)
- 저니 (2012년 비디오 게임)
- 켄터키 루트 제로
- 트웰브 미닛
- 스트레이 (비디오 게임)
- 사일런트 힐 타운폴